# Ибряево (Северный район)
Ибряево — село в Северном районе Оренбургской области России. Входит в состав Мордово-Добринского сельсовета.

## География
Село находится в северо-западной части Оренбургской области, в пределах Бугульминско-Белебеевской возвышенности, в степной зоне, на правом берегу реки Кандыз, на расстоянии примерно 33 километров (по прямой) к востоку-северо-востоку (ENE) от села Северного, административного центра района. Абсолютная высота — 190 метров над уровнем моря.
Климат
Климат характеризуется как континентальный с продолжительной морозной зимой, тёплым летом и относительно короткими весной и осенью. Продолжительность безморозного периода составляет 115—125 дней. Среднегодовое количество атмосферных осадков превышает 400 мм.
Часовой пояс
Село Ибряево, как и вся Оренбургская область, находится в часовой зоне МСК+2. Смещение применяемого времени относительно UTC составляет +5:00.

## Население
| 2010 |
| ---- |
| 225  |

Половой состав
По данным Всероссийской переписи населения 2010 года в половой структуре населения мужчины составляли 40,4 %, женщины — соответственно 59,6 %.
Национальный состав
Согласно результатам переписи 2002 года, в национальной структуре населения татары составляли 99 % из 344 чел.